# Imigração ilegal no Brasil
A imigração ilegal no Brasil é algo recente, já que tradicionalmente os brasileiros foram os exportadores de imigrantes ilegais, particularmente para os Estados Unidos.
Recentemente, como a economia do país melhorando nesses anos, encontrou-se então um ímã para a imigração ilegal. Muitos imigrantes ilegais acabam vindo de países como Haiti e Bolívia.
O Brasil frequentemente cria procedimentos especiais de legalização para grupos de imigrantes que se tornam muito numerosos e não se qualificariam de outra forma para a imigração. Em 2022, o Brasil permite a imigração praticamente irrestrita para nacionais de todos os países da América do Sul, Afeganistão, Haiti, Síria e Ucrânia, assim como para nacionais de Cuba que participaram de algum programa de treinamento médico no Brasil e para nacionais da República Dominicana e do Senegal que reivindicam status de refugiado (sem a necessidade de analisar o pedido de refúgio).
Não há, no entanto, fontes oficiais que permitam o acompanhamento do número de imigrantes ilegais no país, o que dificulta o debate público a respeito do tema.